# Drei Höfe
Drei Höfe (toponimo tedesco) è un comune svizzero di 742 abitanti del Canton Soletta, nel distretto di Wasseramt. È stato istituito il 1º gennaio 2013 con la fusione dei comuni soppressi di Heinrichswil-Winistorf (a sua volta istituito il 1º gennaio 1993 con la fusione dei comuni soppressi di Heinrichswil e Winistorf) e Hersiwil; le tre località erano già state unite in un unico comune, Heinrichswil-Hersiwil-Winistorf, fino al 1854.